# Kiiara
Kiara Saulters (nascida em 24 de maio de 1995), conhecida profissionalmente apenas como Kiiara, é uma cantora e compositora americana. Atualmente ela tem contrato com a gravadora Atlantic Records. Suas canções tem sido descritas como tendo um toque de pop eletrônico com R&B e rap.

## Carreira

### Começo elow kii savage EP(2013—2016)
Kiiara cresceu em Wilmington, Illinois. Ela frequentou a High School de Wilmington onde jogou para um time de voleibol. Ao gravar seu EP, ela também trabalhou como uma funcionária de uma loja de ferragens. Ela estagiou em um estúdio de gravação para  se familiarizar com o processo e obter prática de gravação. Em 2013, sob seu nome real, Kiara Saulters, ela lançou de forma independente um single de pop acústico, chamado "Bring Me Back". Em junho de 2015, depois de assinar um acordo com a gravadora Atlantic Records e mudar para seu nome artístico de Kiara Saulters para Kiiara, ela lançou seu single de estreia, intitulado "Gold".
Em 2015, a canção "Gold" foi escolhida como música de fundo de um comercial da Apple Watch de 15 segundos, intitulado "Style". O videoclipe para "Gold" foi publicado em 21 de março de 2016. O single foi seu primeiro top 20 na Billboard Hot 100, atingindo a 13ª posição. Um remix com Lil Wayne foi lançado em 18 de novembro de 2016. A canção ganhou 2x platina nos Estados Unidos vendendo mais de 2 milhões de cópias. Seu primeiro extended play (EP), "low kii savage" foi lançado em 22 de março de 2016. O videoclipe de "Gold" rapidamente ganhou popularidade, atingindo cinco milhões de visualizações durante meados de maio de 2016. Posteriormente, a cantora também lançou outros singles de seu EP: "Feels" e "Hang Up tha Phone".
Em 15 de setembro de 2016, Kiiara fez sua estréia na televisão, tocando "Gold" no The Tonight Show with Jimmy Fallon.

### Colaborações e participações (2016—presente)
Em 2017, Kiiara fez participação juntamente com a banda Linkin Park na canção "Heavy" do álbum One More Light. Kiiara foi apresentada a banda em 2016 através do radialista Zane Lowe, que, durante uma entrevista com ela, foi informado que o Linkin Park era sua banda favorita. Lowe entrou em contato com Mike Shinoda (guitarrista e compositor de Linkin Park), que estava intrigado com o quão diferente era a música de Kiiara, gostando da canção dela "Gold". Zane colocou Shinoda em contato com Kiiara e o Linkin Park decidiu trabalhar com ela. Sua função foi simplesmente gravar algumas partes da faixa, já que a letra já havia sido escrita. A canção foi lançada em 16 de fevereiro de 2017 para download e em 21 de fevereiro nas rádios.
Em meados de agosto de 2017, ela fez participação na música "Complicated" de Dimitri Vegas & Like Mike com a também participação de David Guetta e um videoclipe para a canção foi lançado em 21 de agosto de 2017.

## Discografia

### Álbuns de estúdio
| Título    | Detalhes                                                                                         | Certificações |
| --------- | ------------------------------------------------------------------------------------------------ | ------------- |
| Lil Kiiwi | - Lançamento: 9 de outubro de 2020 - Gravadora: Atlantic - Formatos: Download digital, streaming | - MC: Ouro    |

### EPs
| Título         | Detalhes                                                                             | Melhor posição | Melhor posição | Melhor posição |
| Título         | Detalhes                                                                             | EUA            | EUA Heat.      | AUS            |
| -------------- | ------------------------------------------------------------------------------------ | -------------- | -------------- | -------------- |
| Low Kii Savage | - Lançamento: 22 de março de 2016 - Gravadora: Atlantic - Formatos: Download digital | 41             | 13             | 46             |

### Singles
| Título                                                                 | Ano  | Melhor posição | Melhor posição | Melhor posição | Melhor posição | Melhor posição | Melhor posição | Melhor posição | Melhor posição | Melhor posição | Melhor posição | Certificações    | Álbum          |
| Título                                                                 | Ano  | EUA            | AUS            | BEL (FL)       | CAN            | DIN            | IRL            | ITA            | NZ             | SUE            | UK             | Certificações    | Álbum          |
| ---------------------------------------------------------------------- | ---- | -------------- | -------------- | -------------- | -------------- | -------------- | -------------- | -------------- | -------------- | -------------- | -------------- | ---------------- | -------------- |
| "Bring Me Back"                                                        | 2013 | —              | —              | —              | —              | —              | —              | —              | —              | —              | —              |                  | -              |
| "Gold"                                                                 | 2015 | 13             | 5              | 15             | 20             | 12             | 32             | 53             | 22             | 29             | 48             | - RMNZ: Platina  | Low Kii Savage |
| "Feels"                                                                | 2016 | —              | —              | —              | —              | —              | —              | —              | —              | —              | —              |                  | Low Kii Savage |
| "Hang Up tha Phone"                                                    | 2016 | —              | —              | —              | —              | —              | —              | —              | —              | —              | —              |                  | Low Kii Savage |
| "Dopemang" (feat. Ashley All Day)                                      | 2016 | —              | —              | —              | —              | —              | —              | —              | —              | —              | —              |                  | Low Kii Savage |
| "Heavy" (Linkin Park feat. Kiiara)                                     | 2017 | 52             | 26             | 13             | 56             | —              | 88             | 78             | 2              | —              | 53             | - IFPI SWI: Ouro | One More Light |
| "Whippin" (feat. Felix Snow)                                           | 2017 | —              | —              | —              | 94             | —              | —              | —              | —              | —              | —              |                  | -              |
| "Complicated" (Dimitri Vegas & Like Mike vs David Guetta feat. Kiiara) | 2017 | —              | —              | —              | —              | —              | —              | —              | —              | —              | —              |                  | -              |
| "Wishlist"                                                             | 2017 | —              | —              | —              | —              | —              | —              | —              | —              | —              | —              |                  | -              |
| "—" denota que a canção não entrou na tabela musical deste país.       |      |                |                |                |                |                |                |                |                |                |                |                  |                |